# Ristjärnen (Sävars socken, Västerbotten)
Ristjärnen är en sjö i Umeå kommun i Västerbotten och ingår i Sävaråns huvudavrinningsområde. Sjön har en area på 0,113 kvadratkilometer och ligger 241 meter över havet. Vid provfiske har abborre och gädda fångats i sjön.

## Delavrinningsområde
Ristjärnen ingår i det delavrinningsområde (713705-171088) som SMHI kallar för Mynnar i Sävarån. Medelhöjden är 241 meter över havet och ytan är 20,48 kvadratkilometer. Räknas de 8 avrinningsområdena uppströms in blir den ackumulerade arean 39,12 kvadratkilometer. Kvarnbäcken som avvattnar avrinningsområdet har biflödesordning 2, vilket innebär att vattnet flödar genom totalt 2 vattendrag innan det når havet efter 65 kilometer. Avrinningsområdet består mestadels av skog (92 procent). Avrinningsområdet har 0,33 kvadratkilometer vattenytor vilket ger det en sjöprocent på 1,6 procent.